# Moonlight Densetsu
«Moonlight Densetsu» (яп. ムーンライト伝説 Му:нрайто Дэнсэцу, «Легенда лунного света») — японская песня, которая звучала в качестве открывающей темы в аниме-сериале «Сейлор Мун».
Оригинальная версия песни была издана в Японии 21 марта 1992 года на совместном сингле группы DALI и певицы Мисаэ Такамацу. Эта запись группы DALI открывала каждый эпизод первых двух сезонов аниме-сериала «Сейлор Мун». Другая версия «Moonlight Densetsu», в исполнении группы Moon Lips, была открывающей темой следующих двух сезонов этого аниме. Эта же версия звучала в пятом сезоне, в качестве закрывающей темы самой последней серии аниме-сериала.

## Популярность
Песня «Moonlight Densetsu» была большим хитом в Японии. В 1995 году оригинальный сингл 1992 года был сертифицирован золотым по продажам Японской ассоциацией звукозаписывающих компаний . В 2008 году в онлайн-опросе, проведенном японским интернет-порталом «Goo», песня «Moonlight Densetsu» была признана наиболее популярной в караоке песней из аниме 1991—2000 годов.

## Список композиций

### Сингл 1992 года
Каталоговый номер: Columbia CODC-8995
«Moonlight Densetsu / Heart Moving» (яп. ムーンライト伝説/HEART MOVING) — совместный сингл японской группы DALI и певицы Мисаэ Такамацу. Был издан в Японии 21 марта 1992 года.
1. «Moonlight Densetsu» (яп. ムーンライト伝説) — DALI
2. «HEART MOVING» — Мисаэ Такамацу (яп. 高松美砂絵)
3. «Moonlight Densetsu» (Original Karaoke)
4. «HEART MOVING» (Original Karaoke)

### Сингл 2000 года
Каталоговый номер: Columbia CODC-1873
«Moonlight Densetsu / Otome no Policy» (яп. ムーンライト伝説/乙女のポリシー) — совместный сингл японской группы DALI и певицы Ёко Исиды. Был издан в Японии 21 июня 2000 года. Вторая песня на нём (сторона «Б») использовалась как завершающая тема в Sailor Moon R and Sailor Moon S.
1. «Moonlight Densetsu» (яп. ムーンライト伝説) — DALI
2. «Otome no Policy» (яп. 乙女のポリシー) — Ёко Исида (яп. 石田燿子)
3. «Moonlight Densetsu» (Original Karaoke)
4. «Otome no Policy» (Original Karaoke)